# 峰田村
峰田村（みねたむら）は、広島県比婆郡にあった村。現在の庄原市の一部にあたる。

## 地理
本村川の流域に位置していた。

## 歴史
- 1889年（明治22年）4月1日、町村制の施行により、三上郡峰村、春田村が合併して村制施行し、峰田村が発足[1][2]。旧村名を継承した峰、春田の2大字を編成[1]。
- 1898年（明治31年）10月1日、郡の統合により比婆郡に所属[1][2]。
- 1914年（大正3年）庄原に火力発電所が設置。当村でも家庭に電灯普及[1]。
- 1923年（大正12年）峰田村農会設立[1]。
- 1927年（昭和2年）峰田村婦人会設立[1]。
- 1942年（昭和17年）2月11日、比婆郡本村と合併し、本田村を新設して廃止された[1][2]。

### 地名の由来
合併村名の各一文字を組み合わせたもの。

## 産業
- 農業、養蚕、酒造、葉煙草[1]

## 交通

### 県道
- 1930年（昭和5年）庄原東城線、県道指定[1]。

### 乗合バス
- 1919年（大正8年）頃、庄原～峰田～帝釈～東城間に乗合バス運行[1]。

## 教育
- 1889年（明治22年）峰小学教場を峰簡易小学校とする[1]。1911年（明治44年）庄原町外五ケ村組合立庄原高等小学校が廃止され、高等科を設置して峰田尋常高等小学校となる[1]。